# Samurai Jack
Samurai Jack è una serie animata statunitense, ideata da Dženndi Tartakovskij.
La serie segue le avventure di un samurai senza nome detto "Jack" che brandisce una mistica katana in grado di tagliare qualsiasi cosa. Si propone di liberare il suo regno dopo che è stato conquistato da un demone malvagio e mutaforma noto come Aku. Nella successiva battaglia di Jack con Aku, proprio mentre Jack sta per sferrare l'ultimo colpo, Aku invia il samurai avanti nel tempo verso un futuro distopico governato in maniera tirannica dal demone. Jack cerca di tornare indietro nel tempo e sconfiggere Aku prima che possa conquistare il mondo.
La serie è stata trasmessa per la prima volta negli Stati Uniti su Cartoon Network dal 10 agosto 2001 al 25 settembre 2004, per un totale di 52 episodi ripartiti su quattro stagioni. La storia inizialmente non venne conclusa, ma 12 anni dopo, Samurai Jack è stato rinnovato per una quinta stagione di 10 episodi da Adult Swim, per concludere la trama in una versione più matura e oscura. La stagione è stata trasmessa ufficialmente dall'11 marzo al 20 maggio 2017 su Toonami, blocco di programmazione di Adult Swim. In Italia le prime quattro stagioni sono state trasmesse su Cartoon Network dal 16 settembre 2002 al 2004, mentre la quinta stagione è stata pubblicata su Prime Video il 1º gennaio 2022.

## Trama
(Aku nella sigla d'apertura)

Samurai Jack (a destra) contro Aku in una scena tratta dalla sigla iniziale

All'inizio dei tempi, Odino, Ra e Visnù combatterono il Male nello spazio, eliminandolo. Ma un pezzo del Male sopravvisse ai tre dei e atterrò sulla Terra come un meteorite (estinguendo i dinosauri) in Giappone, creando una foresta nera che prosciugava la vita di qualunque essere vivente che vi entrasse dentro. Secoli più tardi, l'Imperatore decise di distruggere la foresta, che aveva raggiunto il suo impero. Arrivato al cratere, con una freccia incantata, l'Imperatore fece emergere Aku, il demone Maestro delle Tenebre, che iniziò a devastare la terra del sovrano. L'Imperatore fu aiutato dai tre dei, che gli donarono una katana magica, con la quale il sovrano fermò Aku e lo rinchiuse nell'ultimo albero nero rimasto. Prima di essere esiliato, Aku promise di ritornare e di vendicarsi, costringendo l'Imperatore ad organizzare un piano per fermarlo, coinvolgendo il suo appena nato figlio.
Pochi anni dopo, Aku ritornò e attaccò l'Imperatore: prime che venisse imprigionato assieme ai suoi cittadini, il sovrano chiese alla moglie di attuare il piano, di portare al sicuro la spada e di far compiere al figlio il viaggio di preparazione. Nei seguenti anni, il principe si allenò per tutta l'Eurasia e l'Africa settentrionale presso diversi maestri di combattimento amici dell'Imperatore (tra cui Robin Hood). Quando fu pronto, la madre gli diede la katana dei tre dei e il giovane samurai fece ritorno in patria. Dopo aver salvato suo padre e i suoi cittadini, il Samurai si diresse da Aku e lo combatté, ma prima di dargli il colpo di grazia, Aku lo gettò in un portale temporale creato dalla sua magia, scaraventandolo in un distopico futuro dove tutto l'Universo è sotto il suo tirannico regime. Arrivato nel futuro, il Samurai decide di prendere il soprannome datogli da dei ragazzi di strada, Jack, e inizia il suo viaggio alla ricerca di un modo per tornare nel passato.
Nel corso della serie, Jack viaggia per il mondo cercando di sfuggire ai cacciatori di taglie e di trovare un varco temporale che lo riporti al momento in cui Aku era meno potente e stava per essere sconfitto. Nel suo viaggio aiuta gli innocenti minacciati da Aku che incontra, sacrificando a volte addirittura l'opportunità di raggiungere il suo obiettivo. Passati cinquant'anni, Jack ormai è stanco disilluso dalla possibilità di tornare al suo tempo, soprattutto dopo aver perso la katana magica; tuttavia, grazie alla magia di Aku, non invecchia e continua a combattere come può l'oppressione del maestro delle tenebre. Tutto cambia quando sulle sue tracce si mettono sette assassine, le "figlie di Aku": dal loro scontro ne sopravvive solo una, Ashi, la quale contro ogni aspettativa riesce a legare con Jack, capendo la malvagità di Aku e donando vigore al samurai, di nuovo determinato a tornare a casa sebbene tutti i portali temporali siano distrutti. Dopo aver dimostrato di essere ancora degno di impugnare la katana magica, i due partono per sgominare il demone ma Ashi cade sotto il suo controllo e Jack si lascia catturare pur di non ferirla. In procinto di essere giustiziato da Aku, Jack viene salvato da tutti gli amici incontrati nella sua avventura e libera Ashi dal controllo di Aku: la ragazza, grazie ai nuovi poteri derivati dallo stesso Aku, apre un portale temporale e assieme a Jack torna attimi dopo la sua partenza, permettendogli di finire Aku nel passato. Qualche tempo dopo, Jack ed Ashi convolano a nozze ma la ragazza, frutto del futuro in cui Aku è sovrano, scompare: Jack è distrutto ma, dopo un periodo di isolamento, si rincuora vedendo la bellezza del mondo che lui mostrò per la prima volta ad Ashi e che grazie a lei aveva riscoperto a sua volta, confortato che il mondo sia salvo.

## Episodi
| Stagione         | Episodi | Prima TV USA | Prima TV Italia |
| ---------------- | ------- | ------------ | --------------- |
| Prima stagione   | 13      | 2001         | 2002            |
| Seconda stagione | 13      | 2002         | 2003            |
| Terza stagione   | 13      | 2002-2003    | 2004            |
| Quarta stagione  | 13      | 2003-2004    | 2005            |
| Quinta stagione  | 10      | 2017         | 2022            |

## Personaggi e doppiatori

### Personaggi principali
- Jack (stagioni 1-5), voce originale di Phil LaMarr e Jonathan Osser (da giovane), italiana di Alberto Angrisano e Maura Cenciarelli (da giovane).
- Aku (stagioni 1-5), voce originale di Mako (st. 1-4) e Greg Baldwin (st. 5), italiana di Daniele Valenti.

### Personaggi ricorrenti
- L'imperatore (in originale: The Emperor), voce originale di Sab Shimono e Keone Young (da giovane), italiana di Dante Biagioni (st. 1-2, 4) e Sergio Lucchetti (st. 3).
- L'imperatrice (In originale: The Empress), voce originale di Lauren Tom, italiana di Alessandra Korompay (st. 3), Francesca Fiorentini (st. 4), Emilia Costa (st. 5).
- Scozzese (in originale: The Scotsman), voce originale di John DiMaggio, italiana di Ennio Coltorti.
- Demongo, voce originale di Kevin Michael Richardson, italiana di Teo Bellia.
- Ashi, voce originale di Tara Strong, italiana di Ilaria Latini.
- Somma sacerdotessa (in originale: The High Priestess), voce originale di Grey DeLisle, italiana di Antonella Rinaldi.
- Scaramouche, voce originale di Tom Kenny, italiana di Stefano Onofri.

## Continuità
A parte le prime tre puntate che spiegano l'origine di Jack, e il suo esilio nel futuro, e un paio di vicende suddivise in due episodi ("La nascita del male" e "Lo Scozzese salva Jack"), ognuno di essi narra una vicenda autoconclusiva e i ripetuti, e inconcludenti, tentativi di Jack alla ricerca di un portale che lo riconduca al suo tempo. Anche lo stile e la tematica di ogni puntata varia; si punta a volte su combattimenti incessanti, a volte sulla comicità di una situazione assurda, altre sull'interiorità di Jack. L'ambiente è molto vario e spazia da città futuristiche ad ambienti selvaggi o incantati e altri completamente astrusi, come le interiora di un drago o un mondo sotterraneo simile a quello di Alice nel Paese delle Meraviglie.
Tartakovskij ha tuttavia dichiarato che le puntate della quinta stagione, essendo l'ultima, avrebbero seguito una precisa continuità, con l'aggiunta di sottotrame e misteri nella storia che si sarebbero sviluppate e rivelate nel susseguirsi degli episodi.

## Accoglienza
La serie è stata acclamata dalla critica, ed è stata candidata a numerosi premi. Tra questi, ha vinto quattro Primetime Emmy Awards e sei Annie Award. Nella classifica di Channel 4 sui 100 migliori cartoni di sempre, Samurai Jack si è classificato quarantaduesimo.

## Opere derivate

### Fumetti
In madrepatria, è in corso la pubblicazione di una serie di fumetti basata sullo show televisivo, pubblicati dalla casa editrice statunitense IDW Publishing e presentandosi come continuazione all'opera originale. Creato da Dženndi Tartakovskij e Jim Zub, scritto da quest'ultimo e disegnato da Andy Suriano, il primo volume è stato pubblicato il 23 ottobre 2013 ed è tuttora in corso. Tale serie è attualmente pubblicata in Italia dall'editore Panini Comics.

### Videogiochi
Sulla serie animata è stato basato il videogioco Samurai Jack: The Shadow of Aku (in italiano chiamato Samurai Jack: L'ombra di Aku), uscito nel 2004, che ripercorre la storia di Jack per alcuni episodi fino allo scontro finale con Aku. Nel gioco compaiono anche personaggi della serie animata, come lo Scozzese ed Anti-Jack. Sono stati basati anche altri giochi su Samurai Jack, come ad esempio Samurai Jack: The Amulet of Time (in italiano chiamato Samurai Jack: L'amuleto del tempo), uscito nel 2002, e Jack compare anche in altri giochi crossover, come Project Exonaut, Cartoon Network: Punch Time Explosion (2011) e Multiversus (2024).
In più è stato realizzato un gioco per Playstation 4, Xbox, Nintendo Switch e Steam chiamato Samurai Jack: Battle Through Time (in italiano chiamato Samurai Jack: Battaglia nel tempo), pubblicato il 21 agosto 2020. Il videogioco è ambientato nel bel mezzo dell'episodio finale, dove Aku riesce a ostacolare il portale del tempo di Ashi e riesce a bloccare Jack in una landa tra il tempo e lo spazio, costringendolo ad affrontare vecchi avversari in luoghi da lui visitati durante il suo esilio nel futuro.

### Film annullato
Nel 2002 gli autori della serie annunciarono una possibile uscita di un film cinematografico per concludere l'opera, intitolato Samurai Jack: The 3D Movie, ma fu annullato in seguito al flop al botteghino de Le Superchicche - Il film. Nel 2006 la possibilità di un film basato sulla serie venne ripresa, e nel 2009 fu annunciato che la sceneggiatura era in lavorazione e che il film sarebbe stato prodotto da Cartoon Network Studios e Bad Robot Productions. La pellicola rimase in development hell, finché l'uscita della finale quinta stagione concluse definitivamente la serie.

### Giochi da tavolo
Nel 2018, USAopoly annunciò l'arrivo di un gioco da tavolo basato sulla quinta stagione della serie animata, intitolato Samurai Jack: Back to the Past. Il gioco è stato reso disponibile solamente per il mercato statunitense il 28 maggio 2020.